# Communauté de communes du Pays de Matignon
Die Communauté de communes du Pays de Matignon ist ein ehemaliger französischer Gemeindeverband mit der Rechtsform einer Communauté de communes im Département Côtes-d’Armor, dessen Verwaltungssitz sich in dem Ort Matignon befand. Sein Einzugsgebiet lag im Nordosten des Départements. Der am 26. Dezember 1996 gegründete Gemeindeverband bestand aus neun Gemeinden, Präsident des Gemeindeverbandes war zuletzt Arnaud Lecuyer.

## Aufgaben des Gemeindeverbands
Da die Mehrzahl der Gemeinden sehr klein war und Bürgermeister (Maires) im Nebenamt hatten, war die Communauté für verschiedene Aufgaben der beteiligten Gemeinden zuständig. Es bestanden mehrere Kommissionen (z. B. für Umweltschutz, Sport, wirtschaftliche Entwicklung etc.), welche übergemeindlich tätig waren.

## Historische Entwicklung
Mit Wirkung vom 1. Januar 2017 wurde der Gemeindeverband aufgelöst und seine Mitgliedsgemeinden auf die Gemeindeverbände Dinan Agglomération und Communauté de communes Lamballe Terre et Mer aufgeteilt.

## Ehemalige Mitgliedsgemeinden
Der Communauté de communes du Pays de Matignon gehörten neun der elf Gemeinden des Kantons Matignon an:
| Gemeinde             | Einwohner 1. Januar 2022 | Fläche km² | Dichte Einw./km² | Code INSEE | Postleitzahl |
| -------------------- | ------------------------ | ---------- | ---------------- | ---------- | ------------ |
| Fréhel               | 1.611                    | 32,64      | 49               | 22179      | 22240        |
| Hénanbihen           | 1.429                    | 31,65      | 45               | 22076      | 22550        |
| Matignon             | 1.738                    | 14,53      | 120              | 22143      | 22550        |
| Pléboulle            | 716                      | 14,10      | 51               | 22174      | 22550        |
| Plévenon             | 757                      | 13,76      | 55               | 22201      | 22240        |
| Ruca                 | 596                      | 12,13      | 49               | 22268      | 22550        |
| Saint-Cast-le-Guildo | 3.353                    | 22,63      | 148              | 22282      | 22380        |
| Saint-Denoual        | 490                      | 8,61       | 57               | 22286      | 22400        |
| Saint-Pôtan          | 833                      | 19,89      | 42               | 22323      | 22550        |